# Ugglegölen (Högsby socken, Småland)
Ugglegölen är en sjö i Högsby kommun i Småland och ingår i Emåns huvudavrinningsområde.